# Mechanochemie

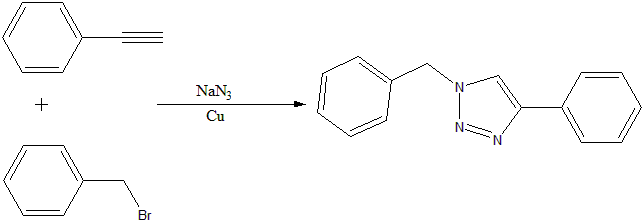
Mechanochemická reakce fenylacetylenu s benzylbromidem

Mechanochemie je druh chemické syntézy, kde je energie dodávána pomocí mechanické práce. Využívá se pro reakce v pevné fázi, reaktanty jsou dispergovány a následně plasticky deformovány, např. pomocí kulových mlýnů. Tím dochází ke vzniku a pohybu defektů v pevném materiálu, čímž dochází ke zvýšení četnosti kontaktu mezi pevnými částicemi. Této metody se využívá při syntéze oxidů, fosforečnanů, intermetalických fází, slitin, apod.